# Italia (región geográfica)

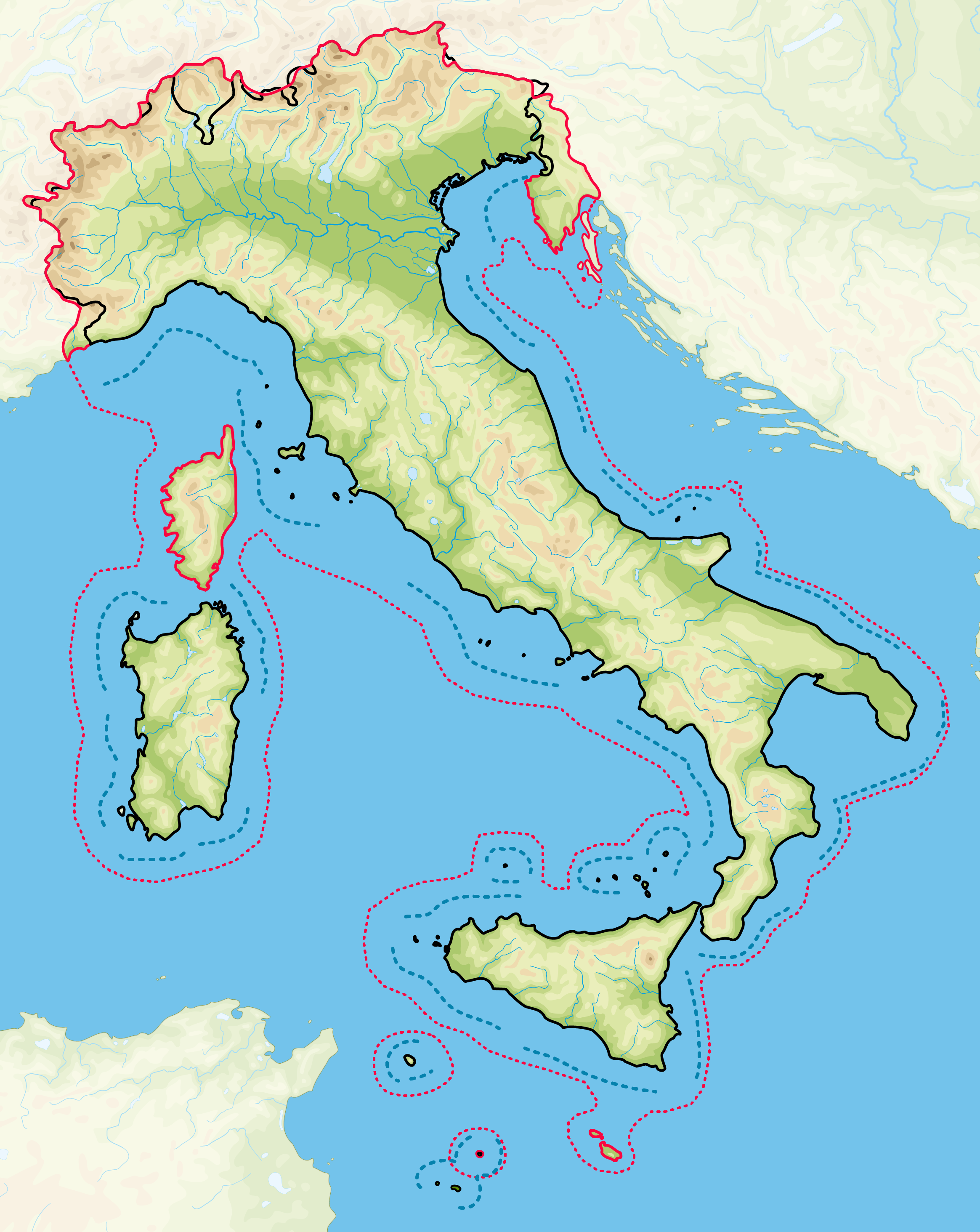
Las fronteras de la República Italiana en negro, las fronteras de la región geográfica italiana en rojo.

Italia es una región geográfica de Europa del Sur con una superficie de 324 000 km²; delimitada al noroeste, al norte y al noreste por los Alpes y en sus restantes lados por el mar Mediterráneo. Esta región se corresponde con los territorios de Italia, San Marino, Vaticano, Mónaco y Malta, a los cuales se pueden añadir porciones de Francia, Suiza, Eslovenia y Croacia. Esta región se compone de tres partes: una parte continental en el norte, una parte peninsular al centro y una zona insular (constituida por las islas de Sicilia,  Cerdeña y Corcega) en el sur y el oeste. Ubicada entre la península ibérica y la península balcánica, la región está bañada por varias subdivisiones del mar Mediterráneo: mar de Liguria, mar Adriático, mar Tirreno, mar Jónico, mar de Sicilia y mar de Cerdeña.

## Región geográfica, política y nacional
Cuándo se habla de "región geográfica italiana," es necesario no confundirla con la República italiana o la nación italiana.

### La región geográfica
La región geográfica está delimitada por fronteras físicas delimitadas por las costas del mar, los ríos y montañas. Por ejemplo, las grandes islas se identifican fácilmente como regiones geográficas. Basta pensar en Gran Bretaña, Irlanda e Islandia. Esta última es uno de los pocos ejemplos de región geográfica, política y nacional que tiene las mismas fronteras. Sin embargo, las fronteras físicas pueden no ser claras y, aún, ser discutibles.